# Emil von Wedel
Graf Emil Eugen Erhard Alfred Oskar Fritz Edzard von Wedel (* 14. September 1886 in Weimar; † 18. Dezember 1970 in Wiesbaden) war ein deutscher Elektroingenieur und Verwaltungsbeamter.

## Leben
Emil Graf von Wedel war ein Sohn von Ernst-August Graf von Wedel (1838–1913) und der Leonie von Wagner (1857–1932) und hatte vier Geschwister, unter anderem den Potsdamer Polizeipräsidenten Wilhelm von Wedel (1891–1939).
Er war seit 1921 mit Elisabeth Arnold (1893–1945) verheiratet und hatte einen Sohn, den Bad Driburger Kurdirektor Peter Graf von Wedel (1926–2014).
Nach dem Abitur am Wilhelm-Ernst-Gymnasium Weimar 1907 war er Einjährig-Freiwilliger im Eisenbahnregiment Nr. 1. Nach einem elektrotechnischen Praktikum studierte er ab 1909 an den Technischen Hochschulen in Aachen, Dresden und Breslau Elektrotechnik. Abschließen konnte er sein Studium wegen des Weltkriegs erst 1919. 1915 war er zum Leutnant befördert worden. Zwischen Juli und November 1918 arbeitete er in der Unterseebootabteilung der Reichswerft in Kiel und vom Dezember 1918 bis Juni 1919 in der Demobilisierungsabteilung des Kriegsministeriums.
Politisiert durch den Kapp-Putsch, übernahm er 1920, auf Anraten des sozialdemokratischen Reichskommissars für Schlesien, Fritz Voigt, das Landratsamt des Kreises Steinau im niederschlesischen Steinau an der Oder. Nach seinem Abschied 1923 war er Legationsrat im sächsischen Außenministerium und ab 1924 Regierungsrat in der Amtshauptmannschaft Dresden. 1929 wurde er zum Landrat des Landkreises Hersfeld ernannt. Von diesem Amt trat er nach dem Wahlsieg der Nationalsozialistischen Deutschen Arbeiterpartei (NSDAP) vom 5. März 1933 zurück. Ab März 1933 arbeitete er als Kaufmann in Berlin und war dort ab 1937 Angestellter der Wirtschaftsgruppe Elektroindustrie. 1945 wurde er Vertreter Hessens im Länderrat der amerikanischen Besatzungszone und war zwischen 1949 und 1951 stellvertretender Regierungspräsident am Regierungspräsidium in Wiesbaden.
1932 unterzeichnete er den „Dringenden Appell“ zur taktischen Kooperation von SPD und KPD bei der Reichstagswahl vom Juli 1932. Er war Vorstandsmitglied der „Deutschen Liga für Menschenrechte“, weshalb im November 1933 gegen ihn ermittelt wurde. 1967 gehörte er zu den Gründungsmitgliedern des "Hessischen Ausschusses für politische Amnestie und Aufhebung des KPD-Verbots".